# スーパーロボット大戦OGサーガ 魔装機神 THE LORD OF ELEMENTAL
『スーパーロボット大戦OGサーガ 魔装機神 THE LORD OF ELEMENTAL』（スーパーロボットたいせんオージーサーガ まそうきしん ザ・ロード・オブ・エレメンタル）は、2010年5月27日にバンダイナムコゲームスより発売されたニンテンドーDS用ゲームソフト。
2012年1月12日には続編『スーパーロボット大戦OGサーガ 魔装機神II REVELATION OF EVIL GOD』の初回限定版として、本作のPlayStation Portableリメイク版を同梱した『スーパーロボット大戦OGサーガ 魔装機神I&II』が発売された。
2013年7月25日に『スーパーロボット大戦OGサーガ 魔装機神III PRIDE OF JUSTICE』の発売に伴い、PSP版の単品でのダウンロード配信が開始。
キャッチコピーは「ラ・ギアスに疾る”風”…その名は魔装機神サイバスター!」

## 概要
本作は1996年3月23日発売のスーパーファミコン用ソフト『スーパーロボット大戦外伝 魔装機神 THE LORD OF ELEMENTAL』（以下SFC版）のリメイク作品である。SFC版がDC戦争シリーズの世界観を元にしたのに対し、本作はOGシリーズの世界観を元にしており、設定や物語の一部が変更されている。
制作はSFC版と同じくウィンキーソフトが担当。ウィンキーソフトはかつて、スーパーロボット大戦シリーズの制作を1作目から担当していたが、1999年の『スーパーロボット大戦コンプリートボックス』を最後に制作から離れており、約11年ぶりに同シリーズの制作をすることとなる。
任天堂の携帯ゲーム機のシミュレーションRPGシリーズとしては初めて音声が付いた。ただし音声が使用されるのは、SFC版と同様に、MAP兵器使用時のみ。
PSP版はグラフィックが描き直されたほか、戦闘シーンはフルボイスとなり、一部の機体などが追加されている。

## システム
SFC版をベースに改良し、それ以降のシリーズのシステム（戦闘デモのON/OFFなど）も一部採用されている。ゲームバランスも前半はSFC版とほとんど変わらないが、特殊技能に関する変更（特に2回行動の習得レベルの引き上げ）により後半のゲームバランスは若干異なる。
戦闘面では、ほぼ全ての攻撃がアニメーション化され、SFC版では違いの分からなかった武器や内容の分かりづらかった武器がどういうものなのか把握できる。
本作はセーブデータが96個と大量にあることが特徴。また、シナリオデモでも途中セーブが可能である。
オマケとして、用語集や、作中で見たイベントカットインを見られる追想録、BGM試聴モードを搭載。

## スタッフ
チーフプロデューサー
寺田貴信
プロデューサー
じっぱひとからげ、後藤能孝、小椋亙、宇田歩、塚中健介
制作シニアディレクター
高宮成光
企画／制作ディレクター
吉田渉
シナリオ
阪田雅彦
メカニックデザイン
守谷淳一、福地仁、カトキハジメ、かげやまいちこ、宮豊、寺島慎也、藤井大誠、土屋英寛
キャラクターデザイン
河野さち子（STUDIO G-1 NEO）

## プロモーション

### 木像サイバスター
本作の発売を記念して、チェーンソーアートで作られた主役ロボ「サイバスター」の木像がメッセサンオー本店の前に展示された。

### 購入特典
DS版の初回特典は、トレーディングカードゲーム「OGクルセイド」特製カード「U-P002 ジャオーム」。

## 関連商品

### 攻略本
- スーパーロボット大戦OGサーガ 魔装機神 THE LORD OF ELEMENTAL パーフェクトバイブル ISBN 978-4-04-726681-0

### ムック
- スーパーロボット大戦OGサーガ 魔装機神 メモリアルブック ISBN 978-4-7753-1062-5